# Jac Norrby
Jac Norrby, (eg. Båtel Jacob Norrby), född 23 maj 1860 vid Drakarve i Näs på Gotland, död 13 maj 1946 i Hemse, var en svensk bokhållare, handlare, hembygdsforskare och författare.
Norrby gifte sig 1893 med Ellen Arvida Johansson. Han var far till Paul Norrby. 
Jac Norrby är begravd på Hemse kyrkogård.